# Nike
Nike (în greacă Νίκη) este zeița victoriei în mitologia greacă. În mitologia romană numele ei este Victoria.

## Origine
Pentru Hesiod, ea este fiica titanului Pallas și a râului Styx și este trimisă să lupte de partea lui Zeus împotriva titanilor. Se pare că atenienii nu au avut un cult separat al zeiței Nike. La început ea a fost în legătură și confundată cu zeița Pallas Atena, distribuitoarea victoriei, fiind separată de Pallas Athena în decursul timpului. Athena și Zeus sunt reprezentați având mici fragmente din caracteristicile zeiței Nike. Athena împreună cu Nike sunt fără aripi iar Nike ca zeiță separată este tot timpul cu aripi. Nike apare având în mână o creangă, o coroană cu flori sau condicele lui Hermes și este portretizată ca victorioasă sau atunci când gravează victoria pe un scut. Adesea apare în picturi în care plutește cu aripile larg deschise deasupra învingătorului dintr-o competiție. Treptat, Nike a fost recunoscută ca un mediator de succes între zei și oameni nu numai în război ci și în tot felul de neînțelegeri între muritori.

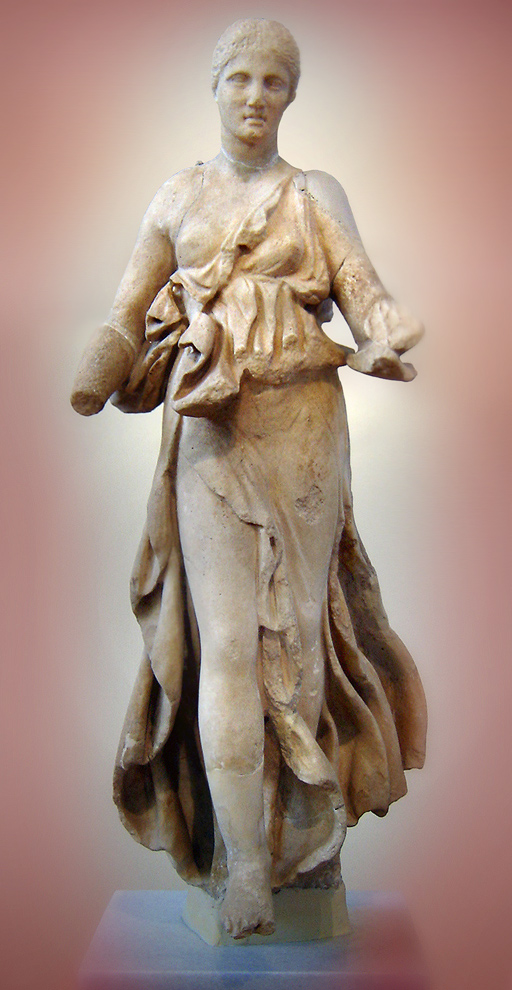
Statuia zeiței Nike

În trecut, viața era asociată cu aerul pentru că necesitatea de aer era vitală. Păsările zburau prin masa de aer și erau deseori asociate cu spiritele vieții. Pentru că zborul înaripat era considerat ca o victorie asupra morții, ea a fost asociată cu victoria. Acesta este motivul pentru care Victoria este asociată cu zeița înaripată Nike. Nike este o asemănare a Atenei și este, în general, o Atena cu aripi. Cel mai interesant aspect din viața lui Nike erau sărbătorile organizate pentru celebrarea marilor victorii ale Greciei Antice. Cea mai faimoasă a fost bătălia de la Salamina în care coaliția orașelor - stat ale Greciei au făcut incredibilul. Ei și-au apărat pământurile și independența în fața celei mai mari puteri ale lumii. Ei au hotărât să se unească pentru apărare cu toate că persanii le-au făcut generoase oferte. Au știut că-i așteaptă o mare provocare și, ca urmare, ei au mers la oracolul din Delphi care le-a prezis că se vor apăra în spatele unor ziduri de lemn. Deoarece Atena era un oraș fortificat cu ziduri de piatră, proorocirile i-au pus pe gânduri. Ei și-au abandonat orașul și au lăsat lupta în seama vaselor de lemn ale flotei ateniene. În ciuda faptului că atenienii erau inferiori numeric, ei au fost învingători, iar Nike a fost glorificată.